# Neivamyrmex sumichrasti
Neivamyrmex sumichrasti es una especie de hormiga guerrera del género Neivamyrmex, subfamilia Dorylinae. 

## Distribución
Esta especie se encuentra en Costa Rica, Guatemala, Honduras, México y Nicaragua.